# La Chapelle (Allier)
La Chapelle é uma comuna francesa na região administrativa de Auvérnia-Ródano-Alpes, no departamento Allier. Estende-se por uma área de 21,18 km². Em 2010 a comuna tinha 383 habitantes (densidade: 18,1 hab./km²).